# Одинокий игрок
«Одинокий игрок» — российский художественный фильм 1995 года по пьесе Эдуарда Володарского «Беги, беги, Вечерняя Заря», снятый на киностудии «Мосфильм».

## Сюжет
Действие фильма происходит в конце 80-х годов XX в. в Москве. Молодой талантливый математик Митя Сухожилов прозябает в одном из московских НИИ. Другой бы на месте Мити, с его-то способностями, сделал бы блестящую научную карьеру, но самому Мите мешают два обстоятельства: во-первых, у него слишком независимый характер, во-вторых, у него есть пагубная страсть к бегам на ипподроме и тотализатору. Будучи математиком, Митя думает, что изобрёл универсальную формулу выигрыша, и победа теперь — дело времени. Быстро выясняется, однако, что на бегах делами заправляет ипподромная мафия, и случайному человеку выиграть практически невозможно — выигрыши оседают в карманах «нужных» людей. Узнав об этом, азартный игрок Митя Сухожилов не отказывается от своих планов на выигрыш и вступает с этой мафией в схватку…

## В ролях
| Актёр               | Роль                                                |
| ------------------- | --------------------------------------------------- |
| Валерий Николаев    | Митя Сухожилов математик, младший научный сотрудник |
| Ольга Машная        | Катя Сухожилова жена Мити                           |
| Андрей Соколов      | Вадим Коробов сослуживец Мити                       |
| Богдан Ступка       | Павел Кондратьевич начальник Мити                   |
| Владимир Ильин      | Миша приятель Мити, завсегдатай скачек              |
| Виктор Кремлёв      | Гуронкин работник ипподрома                         |
| Алексей Гуськов     | Спиркин маэстро-наездник                            |
| Антон Табаков       | Игорь одноклассник и приятель Мити                  |
| Ирина Апексимова    | Люся подруга Игоря                                  |
| Дарья Любшина       | Маша дочь Мити                                      |
| Эдуард Володарский  | «Пожилой» глава ипподромной мафии                   |
| Александр Спорыхин  | подручный «Пожилого»                                |
| Александр Боровиков | подручный «Пожилого»                                |
| Евгений Сокуров     | подручный «Пожилого»                                |
| Юрий Саранцев       | метрдотель в ресторане                              |
| Алексей Войтюк      | милиционер                                          |

## Съёмочная группа
- Автор сценария: Эдуард Володарский
- Режиссёры:
  - Владимир Басов-младший
  - Ольга Басова
- Оператор: Сергей Ткаченко
- Художник: Олег Булахов
- Композитор: Владимир Дашкевич
- Продюсер: Виктор Глухов